# 南京市半山园小学
南京市后宰门小学，是一所腰鼓传统学校，该校在教授文化课程的同时也开展腰鼓教育，发扬民族传统文化。该校已和附近的富贵山小学合并，目前名称为半山园小学，是一所省级实验小学。